# Борковское сельское поселение (Шацкий район)
Борко́вское се́льское поселе́ние — сельское поселение в Шацком районе Рязанской области. Поселение утверждено 14 апреля 2009 года, советом депутатов муниципального образования Борковское сельское поселение, в связи с законом «О наделении муниципального образования — Шацкий район статусом муниципального района», принятый Рязанской областной Думой 22 сентября 2004 года.
Административный центр — село Борки.

## Население
| 2010 | 2012 | 2013 | 2014 | 2015 | 2016 | 2017 |
| ---- | ---- | ---- | ---- | ---- | ---- | ---- |
| 919  | ↘881 | ↘874 | ↘848 | ↘815 | ↘792 | ↘778 |
| 2018 | 2019 | 2020 | 2021 |      |      |      |
| ↘754 | ↘735 | ↘705 | ↗719 |      |      |      |

## Состав сельского поселения
В состав сельского поселения входят 3 населённых пункта
- Борки (село, административный центр) — 592[13]
- Луч (посёлок) — 12[13]
- Новософьино (село) — 277[13]